# モダン・タイムズ (アルバム)
『モダン・タイムズ』（Modern Times）は、2006年にリリースされたボブ・ディラン32作目のスタジオ・アルバム。
ビルボード200では、『欲望』（1976年）以来30年ぶりのチャート1位となった。当時65歳は、ビルボード・チャートで1位をとった最高年齢である（この記録は2008年にニール・ダイアモンドに破られるが、『トゥゲザー・スルー・ライフ』（2009年）でディランがさらに更新する）。全英アルバム・チャートで3位、日本のオリコンで23位を記録した。RIAAよりプラチナ・ディスクに認定されている。
2007年の第49回グラミー賞では、最優秀コンテンポラリー・フォーク／アメリカーナ・アルバムを受賞。「サムデイ・ベイビー」は、最優秀ソロ・ロック・ボーカルを受賞した。
『ローリング・ストーン誌が選ぶオールタイム・ベストアルバム500』に於いて、204位にランクイン。

## ジャケット・アートワーク
ジャケット・カバーは、写真家テッド・クローナー（Ted Croner）の『タクシー、夜のニュー･ヨーク』（Taxi, New York at Night）と題された1947年の写真が使用されている。この写真はアメリカのオルタナティヴ・ロック・バンド、ルナ（Luna）が1995年に発表したEP「Hedgehog / 23 Minutes In Brussels」のジャケット・カバーとして既に使用されていたものである。

## エディション
アルバムは、初回限定盤と通常盤の二種類でリリースされた。初回限定盤には、1997年グラミー賞授賞式での「ラヴ・シック」のライブ映像や、「シングス・ハヴ・チェンジド」のビデオ・クリップなど4曲が収録されたボーナスDVD付二枚組仕様。海外では180gヴィニールの2LP盤もリリースされた。

## 収録曲

### CD
1. サンダー・オン・ザ・マウンテン - Thunder on the Mountain – 5:55
2. スピリット・オン・ザ・ウォーター - Spirit on the Water – 7:42
3. ローリン・アンド・タンブリン - Rollin' and Tumblin' – 6:01
4. ホェン・ザ・ディール・ゴーズダウン - When the Deal Goes Down – 5:04
5. サムデイ・ベイビー - Someday Baby – 4:55
6. ワーキングマンズ・ブルース #2 - Workingman's Blues #2 – 6:07
7. ビヨンド・ザ・ホライズン - Beyond the Horizon – 5:36
8. ネティ・ムーア - Nettie Moore – 6:52
9. ザ・レヴィーズ・ゴナ・ブレイク - The Levee's Gonna Break – 5:43
10. エイント・トーキン - Ain't Talkin' – 8:48

### ボーナスDVD
1. ブラッド・イン・マイ・アイズ - Blood In My Eyes
『奇妙な世界に』（1993年）プロモーション・ビデオ
2. ラヴ・シック - Love Sick
1998年2月25日ニューヨーク、ラジオ・シティ・ミュージック・ホール、1997年グラミー賞授賞式、ライブ
3. シングス・ハヴ・チェンジド - Things Have Changed
映画『ワンダー・ボーイズ』（2000年）監督カーティス・ハンソンによるプロモーション・ビデオ
4. コールド・アイアンズ・バウンド - Cold Irons Bound
2002年7月16日、映画『ボブ・ディランの頭のなか』より、スタジオ・ライブ完全版

## チャート
アルバムはリリース第1週で約192,000枚を売り上げ、ビルボード200チャートでは、『欲望』（1976年）以来30年ぶり、それも自身初の初登場1位となった。当時65歳は、ビルボード・チャートで1位をとった最高年齢である。ビルボード・トップ・インターネット・アルバムで1位、カナダ、オーストラリアARIA、ニュー・ジーランド、アイルランド、デンマーク、ノルウェイ、スイスでも1位、ドイツ、オーストリア、スウェーデンで2位、全英アルバム・チャート、オランダで3位、日本のオリコンで23位の記録を残し、全世界で400万枚以上を2ヶ月で売り上げた。
| チャート（2006年）                               | 最高 順位 |
| ------------------------------------------------ | --------- |
| オーストラリア ARIA Albums Chart                 | 1         |
| オーストリア Albums Chart                        | 2         |
| カナダ Albums Chart                              | 1         |
| デンマーク Albums Chart                          | 1         |
| フィンランド Albums Chart                        | 3         |
| ドイツ Albums Chart                              | 2         |
| アイルランド Albums Chart                        | 1         |
| ニュージーランド Albums Chart                    | 1         |
| ノルウェイ Albums Chart                          | 1         |
| スウェーデン Albums Chart                        | 2         |
| スイス Albums Chart                              | 1         |
| オランダ Albums Chart                            | 3         |
| 全英アルバム・チャート                           | 3         |
| 全米ビルボード200                                | 1         |
| 全米ビルボード・トップ・インターネット・アルバム | 1         |
| 日本オリコン・チャート                           | 23        |

## ゴールド等認定
| 国         | ゴールド等認定 | 売上／出荷 | 年月      |
| ---------- | -------------- | ---------- | --------- |
| 米国RIAA   | ゴールド       | 500,000    | 2006年9月 |
|            | プラチナ       | 1,000,000  | 2007年1月 |
| カナダCRIA | プラチナ       | 100,000    | 2007年3月 |

## リリース
日本
| 日付          | レーベル | フォーマット | カタログ番号   | 付記                                                          |
| ------------- | -------- | ------------ | -------------- | ------------------------------------------------------------- |
| 2006年8月30日 | ソニー   | CD + DVD     | SICP-1136･1137 | ボーナスDVD付初回限定盤（米直輸入オリジナル・ジャケット仕様） |
| 2006年8月30日 | ソニー   | CD           | SICP-1138      | 通常盤                                                        |